# José Bernasconi
José Bernasconi (nacimiento desconocido-Argentina) fue el segundo presidente del Club Atlético River Plate.
Bajo su mandato se dieron los primeros pasos en la Primera División de Argentina y se produjo el regreso a la Dársena Sur, terreno que se había visto obligado a abandonar dos años antes debido a una orden del Ministerio de Agricultura.